# Johana Blasig
Johana Blasig (ur. 18 lipca 1991)  – argentyńska zawodniczka taekwondo i zapaśniczka walcząca w stylu wolnym. Brązowa medalistka mistrzostw Ameryki Południowej w zapasach w 2015 roku.